# Арпалик
Арпалик — «на овес» — в Османській імперії — феодальне земельне володіння, яке надавалось за службу придворним агам або в якості пенсії цивільним чи духовним чиновникам з частковим податковим імунітетом. Дохід від 1 арпалика коливався від 58 до 70 тис. акче. Впливові посадовці мали до декількох арпаликів.